# Edith Atwater
Edith Atwater (* 22. April 1911 in Chicago, Illinois; † 14. März 1986 in Los Angeles, Kalifornien) war eine US-amerikanische Schauspielerin.

## Leben und Karriere
Atwater gab ihr Bühnendebüt im Alter von 15 Jahren. Sie wurde eine prominente Bühnenschauspielerin ihrer Zeit und übernahm zwischen 1931 und 1952 Auftritte in rund 20 Produktionen am Broadway. Dabei spielte sie zum Teil Hauptrollen. Eine ihrer bekanntesten Bühnenrollen hatte sie 1939 als Maggie Cutler in der Originalproduktion der von Moss Hart und George S. Kaufman geschriebenen Komödie The Man Who Came to Dinner. In der Verfilmung Der Mann, der zum Essen kam übernahm allerdings statt ihr Bette Davis die Rolle der Maggie.
Atwater zählte zu den Schauspielern, die bei der Bühne erfolgreicher als beim Film waren. In Hollywood blieb sie weitestgehend auf Nebenrollen beschränkt. 1936 drehte sie mit Mitte zwanzig ihre ersten beiden Filme; danach stand sie jedoch erst wieder neun Jahre später für den Horrorfilm Der Leichendieb vor der Kamera, in dem sie die Haushälterin eines zwielichtigen Wissenschaftlers spielte. Später hatte sie unter anderem Auftritte als Sekretärin von Burt Lancasters Hauptfigur in Dein Schicksal in meiner Hand (1957), als Inhaberin einer Pension in dem Western Der Marshal (1969) an der Seite von John Wayne und abermals als Sekretärin in Alfred Hitchcocks letztem Film Familiengrab (1976). Eine größere Kinorolle hatte sie 1978 als ältere reiche Frau, deren Bruder sie für sein Erbe ermorden will, in dem Horrorfilm Die Sister, Die!. Daneben wirkte Atwater ab den 1950er-Jahren an diversen Serien wie Bonanza, Detektiv Rockford – Anruf genügt oder Hart aber herzlich mit. In der Serie Kaz & Co hatte sie von 1978 bis 1979 eine feste Rolle als Chefsekretärin Illsa Fogel. Insgesamt umfasst ihr filmisches Schaffen zwischen 1936 und 1985 mehr als 60 Film- und Fernsehproduktionen.
Atwater war zunächst von 1941 bis 1946 mit ihrem Schauspielkollegen Hugh Marlowe verheiratet, die Ehe wurde geschieden. 1952 heiratete sie den Schauspieler Kent Smith und blieb mit ihm bis zu dessen Tod 1984 zusammen. Atwater erlag im April 1986 im Alter von 74 Jahren einer Krebserkrankung im Cedars-Sinai Medical Center in Los Angeles.

## Filmografie (Auswahl)
- 1936: We Went to College
- 1936: The Gorgeous Hussy
- 1945: Der Leichendieb (The Body Snatcher)
- 1949: 'C'-Man
- 1951: Teresa
- 1957: Dein Schicksal in meiner Hand (Sweet Smell of Success)
- 1962: Süßer Vogel Jugend (Sweet Bird of Youth)
- 1963: On blond – ob braun (It Happened at the World’s Fair)
- 1964: Die Zwangsjacke (Strait-Jacket)
- 1964–1965: Peyton Place (Fernsehserie, 11 Folgen)
- 1965: Fremde Bettgesellen (Strange Bedfellows)
- 1965: Alfred Hitchcock zeigt (The Alfred Hitchcock Hour, Fernsehserie, eine Folge)
- 1966–1967: Teils heiter, teils wolkig (Love on a Rooftop, Fernsehserie, 15 Folgen)
- 1969: Der Chef (Ironside, Fernsehserie, eine Folge)
- 1969: Der Mann mit dem Katzenkäfig (Daddy’s Gone A-Hunting)
- 1969: Der Marshal (True Grit)
- 1970: Die Geliebte des Priesters (Pieces of Dreams)
- 1970: Bonanza (Fernsehserie, 2 Folgen)
- 1971: Die Liebesmaschine (The Love Machine)
- 1971: Owen Marshall – Strafverteidiger (Owen Marshall: Counselor at Law, Fernsehserie, eine Folge)
- 1972: Jede Stimme zählt (Stand Up and Be Counted)
- 1974: Winter unserer Liebe (Our Time)
- 1975: Detektiv Rockford – Anruf genügt (The Rockford Files, Fernsehserie, eine Folge)
- 1975: Mackintosh und T.J. (Mackintosh and T.J.)
- 1976: Familiengrab (Family Plot)
- 1976: Die Zwei mit dem Dreh (Switch, Fernsehserie, eine Folge)
- 1976: Eine amerikanische Familie (Family, Fernsehserie, eine Folge)
- 1976: Baretta (Fernsehserie, eine Folge)
- 1978: Das Teufelscamp (Mean Dog Blues)
- 1978: Die Sister, Die!
- 1978–1979: Kaz & Co (Kaz, Fernsehserie, 23 Folgen)
- 1982: Unter der Sonne Kaliforniens (Knots Landing, Fernsehserie, 2 Folgen)
- 1983: Hart aber herzlich (Hart to Hart, Fernsehserie, 2 Folgen)
- 1985: Familienbande (Family Ties, Fernsehserie, eine Folge)